# Macrodicella ampla
Macrodicella ampla is een vlinder uit de familie van de spinneruilen (Erebidae). De wetenschappelijke naam van deze soort werd voor het eerst voorgesteld als Phryganopsis ampla door Hubert Robert Debauche in een publicatie uit 1942.
Deze soort komt voor in Congo-Kinshasa en Oeganda.